# Sabáudia
Sabáudia ist ein brasilianisches Munizip im Bundesstaat Paraná. Es hat 8.822 Einwohner (2022), die sich Sabaudienser nennen. Seine Fläche beträgt 190 km². Es liegt 733 Meter über dem Meeresspiegel. Die Gemeinde ist Teil der Metropolregion Londrina.

## Etymologie
Der Name der Gemeinde ist eine Ehrung des Hauses Savoyen, des italienischen Königshauses zur Zeit der Gründung Sabáudias. Ziel der Companhia Melhoramentos Norte do Paraná war es, italienischen Familien einen Anreiz zu geben, sich hier anzusiedeln. Zunächst wurde der Ort Nova Italia genannt, erst als sich tatsächlich schon Italiener niedergelassen hatten, wurde der spezifischere Name Sabáudia gewählt. Die italienische Stadt gleichen Namens, 90 km südöstlich von Rom in den Pontinischen Sümpfen gelegen, war 1934 mit deren Trockenlegung gegründet worden.

## Geschichte

### Besiedlung
Ab 1922, dem Jahr der Hundertjahrfeier der Unabhängigkeit, gestattete die Regierung von Präsident Artur da Silva Bernardes einer Mission britischer Geschäftsmänner, nach Brasilien zu kommen, um die finanzielle und wirtschaftliche und kommerzielle Situation des Landes zu prüfen. Einerseits sollten die Verbindlichkeiten gegenüber England konsolidiert und andererseits das Steuersystem reformiert werden. Der Mission gehörte auch Lord Lovat an, Direktor des Sudan Cotton Plantations Syndicate und Berater in Fragen der Land- und Forstwirtschaft. Er ließ seiner Firma, der späteren Companhia Melhoramentos Norte do Paraná, im Wissen um die gute Qualität des Bodens und dessen hohe Attraktivität für europäische Einwanderer zwischen 1925 und 1927 von der Regierung des Bundesstaates insgesamt 515.000 Alqueire (12.360 km²) sehr fruchtbares, bewaldetes Land übertragen.
Das Gebiet um das heutige Sabáudia wurde zunächst Pirapó-Bandeirantes genannt und in Ost-West-Richtung in kleine Parzellen (minifúndios) aufgeteilt. Trotz dem italienischen Namen fanden sich Käufer der verschiedensten Nationalitäten wie Spanier, Polen, Österreicher oder Deutsche.

### Erhebung zum Munizip
Sabáudia wurde durch das Staatsgesetz Nr. 253 vom 26. November 1954 aus Arapongas ausgegliedert und in den Rang eines Munizips erhoben. Es wurde am 26. November 1955 als Munizip installiert.

## Geografie

### Fläche und Lage
Sabáudia liegt auf dem Terceiro Planalto Paranaense (der Dritten oder Guarapuava-Hochebene von Paraná) auf 23° 19′ 04″ südlicher Breite und 51° 33′ 10″ westlicher Länge. Seine Fläche beträgt 190 km². Es liegt auf einer Höhe von 733 Metern.

### Vegetation
Das Biom von Sabáudia ist Mata Atlântica.

### Klima
In Sabáudia herrscht gemäßigtes, warmes Klima. Die meisten Monate im Jahr sind durch Niederschläge gekennzeichnet. Selbst der trockenste Monat weist noch hohe Niederschlagsmengen auf. Die Klimaklassifikation nach Köppen und Geiger lautet Cfa. Im Jahresdurchschnitt liegt die Temperatur bei 21,3 °C. Innerhalb eines Jahres gibt es 1616 mm Niederschlag.

### Gewässer
Sabáudia liegt im Einzugsgebiet des Pirapó, der die südwestliche Grenze des Munizips bildet. Am nordöstlichen Rand des Munizipgebiets entspringt der Rio Bandeirantes do Norte.

### Straßen
Sabáudia ist über die PR-218 mit Arapongas im Südosten und mit Astorga im Nordwesten verbunden.

### Nachbarmunizipien
| Astorga    | Pitangueiras                                |           |
|            | Kompassrose, die auf Nachbargemeinden zeigt | Rolândia  |
| Mandaguari | Apucarana                                   | Arapongas |

## Stadtverwaltung
Bürgermeister: Moises Soares Ribeiro,  PP (2021–2024)
Vizebürgermeisterin: Cristiane Viana dos Santos Bortolo, PPS (2021–2024)

## Demografie

### Bevölkerungsentwicklung
| Jahr | Einwohner | Stadt | Land |
| ---- | --------- | ----- | ---- |
| 1960 | 10.145    | 15 %  | 85 % |
| 1970 | 8.323     | 17 %  | 83 % |
| 1980 | 4.928     | 37 %  | 63 % |
| 1991 | 5.293     | 56 %  | 44 % |
| 2000 | 5.413     | 75 %  | 25 % |
| 2010 | 6.096     | 84 %  | 16 % |
| 2022 | 8.822     |       |      |

Quelle: IBGE, bis 2010: Volkszählungen und Volkszählung 2022

### Ethnische Zusammensetzung
| Gruppe * | 1991    | 2000    | 2010    | wer sich als …                                                                   |
| --- | ------- | ------- | ------- | -------------------------------------------------------------------------------- |
| Weiße | 75,8 %  | 88,3 %  | 71,3 %  | weiß bezeichnet                                                                  |
| Schwarze | 0,7 %   | 2,1 %   | 3,2 %   | schwarz bezeichnet                                                               |
| Gelbe | 0,0 %   | 0,8 %   | 0,6 %   | von fernöstlicher Herkunft wie japanisch, chinesisch, koreanisch etc. bezeichnet |
| Braune | 23,6 %  | 8,3 %   | 24,7 %  | braun oder als Mischung aus mehreren Gruppen bezeichnet                          |
| Indigene | 0,0 %   | 0,2 %   | 0,1 %   | Ureinwohner oder Indio bezeichnet                                                |
| ohne Angabe | 0,0 %   | 0,3 %   | 0,0 %   |                                                                                  |
| Gesamt | 100,0 % | 100,0 % | 100,0 % |                                                                                  |
| *) Das IBGE verwendet für Volkszählungen ausschließlich diese fünf Gruppen. Es verzichtet bewusst auf Erläuterungen. Die Zugehörigkeit wird vom Einwohner selbst festgelegt. |         |         |         |                                                                                  |

Quelle: IBGE (Stand: 1991, 2000 und 2010)